# Chmielnik
Chmielnik [ˈxmʲɛlɲik] város Lengyelországban, a Szentkereszt vajdaságban, Kielce járásban, a  történelmi Kis-Lengyelországban. A város neve a komlóból (lengyelül: chmiel) származik.

## Lakossága
2021-ben 3557 lakosa volt.
| Év   | Lakosság |
| ---- | -------- |
| 1995 | 4290     |
| 2000 | 4159     |
| 2005 | 4016     |
| 2010 | 3987     |
| 2015 | 3841     |
| 2020 | 3596     |
| 2021 | 3557     |